# Katarinapalatset

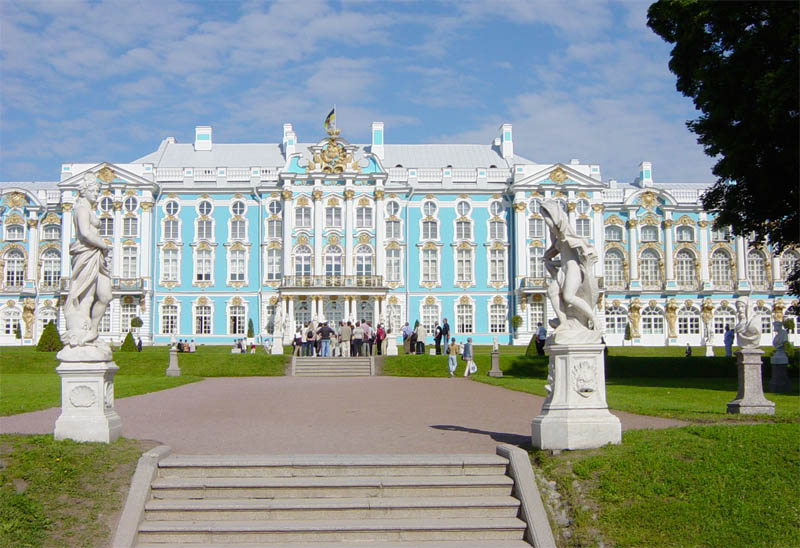
Katarinapalatset med sin starkt ljusblå fasad

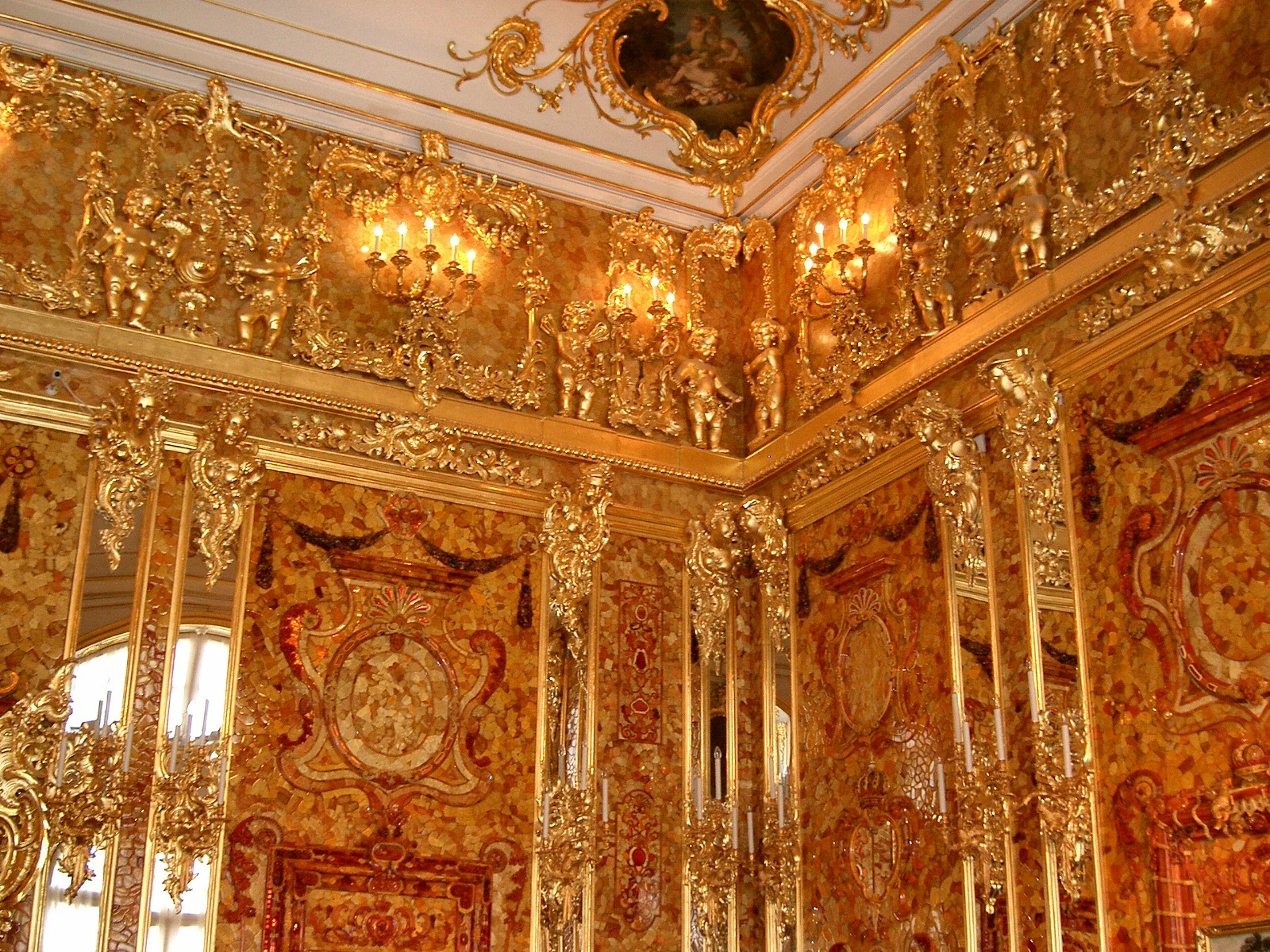
Bärnstensrummet

Katarinapalatset är ett ryskt rokokopalats och före detta kejserligt sommarresidens, beläget i staden Tsarskoje Selo, 20 km söder om Sankt Petersburg i Ryssland. 

## Historia
Residenset härstammar från 1717 då Katarina I av Ryssland gav i uppdrag åt den tyske arkitekten Johann Friedrich Braunstein att rita ett sommarresidens efter hennes tycke och smak. 
1752 bestämde dock Elisabet av Ryssland, som använde palatset som sommarslott, att hennes mors palats skulle rivas och ersättas med en ännu pampigare byggnad. Bartolomeo Rastrelli ritade den nya byggnaden, och den 30 juli 1756 kunde den invigas. Vid palatset anlades även en vidsträckt trädgårdsanläggning. 
Trots att palatset oftast förknippas med Katarina den stora (därav namnet) tyckte hon själv att palatsets arkitektur var gammalmodig. När hon besteg tronen 1762 skulle ett par av statyerna i palatset täckas av guld i enlighet med kejsarinnan Elisabets sista önskan; Katarina avbröt då allt arbete när hon blev informerad om vad arbetet skulle kosta. Hon lät inreda sina egna rum i palatset i nyklassisk stil. Katarina den stora och hennes hov använde ofta palatset under sommaren. 
Efter Katarina den storas död 1796 blev palatset aldrig bebott igen. De följande härskarna föredrog det närliggande Alexanderpalatset, men Katarinapalatset bevarades omsorgsfullt som en hyllning till minnet av kejsarinnorna Elisabet och Katarina. 
Under andra världskriget blev Katarinapalatset – liksom Alexanderpalatset – avsiktligen förstört av de tyska trupperna. Palatset har senare till största delen återställts. De stora bärnstensskivorna i Bärnstensrummet fraktades bort av de retirerande tyska trupperna under kriget; under ett tjugo år långt restaureringsarbete inlett 1982 har rummet återskapats i sin forna glans.